# 山野井絵理
山野井 絵理（やまのい えり、1978年9月12日 - ）は、茨城県出身の女性水泳選手。鹿島学園高等学校卒業。現在は母親とマッサージ店を経営、兄の山野井智広も競泳自由形選手である。1996年アトランタオリンピック競泳日本代表。2001年世界水泳選手権800ｍフリーリレー銅メダリスト。現在は結婚しており、山野井姓ではなく衣笠姓。

## 経歴
- 鹿島学園高等学校一年生の時、1994年広島アジア大会で200m自由形、当時第一人者であった千葉すずを逆転で破り銅メダルを獲得し注目される。
- 1996年アトランタオリンピックでは、400m自由形、4x100mフリーリレー、4x200mフリーリレーに出場。4x100mフリーリレーでは予選落ちとなったが、400m自由形では7位に入賞した。千葉、三宅愛子、井本直歩子と組んだ4x200フリーリレーでは4位入賞となった。
- 鹿島学園高等学校二年～三年で、全日本選手権400m自由形を連覇、アトランタオリンピック出場を決めた。
- 2000年、シドニーオリンピックの代表からもれ、2001年秋に引退した。引退後はアパレル企業に就職するものの退社、父のすすめにより母と共にマッサージ店の経営をはじめた。

## 参考記事
「［夢の足跡］茨城が生んだオリンピアン／2　競泳・衣笠絵理さん」「毎日新聞茨城版」　2004年1月4日